# 皇象
皇象（？—？），字休明，廣陵江都（今江蘇揚州）人，三國時期東吳書法家。與同時期擅長不同技藝的吳範、劉惇、趙達、嚴武、曹不興、宋壽和鄭嫗合稱東吳「八絕」。

## 生平
曾任侍中、青州刺史。年少時已學習書法。當時有張超、陳梁甫都能寫得一手好書法。皇象向陳梁甫學習，盡得其精妙之處，成為書法代表。南朝梁人皇侃為其後代。

## 評價
各人對其書法評價:
抱朴子：「善史書之絕時者，則謂之書聖，故皇象胡昭於今有書聖之名焉。」
羊欣：「吳人皇象能草，世稱沉著痛快。」、「張芝、皇象、鍾繇、索靖，時號書圣，然張勁骨丰肌，德冠諸賢之首，斯為當矣。」 
古今書評：「如歌聲繞粱，琴人舍徵。」
述書賦：「似龍蠖蟄啟，伸盤復行。」
張懷瓘：「右軍隸書以一形而眾相，萬字皆別;休明章草雖相眾而形一，萬字皆同，各造其極。」
包世臣：「草書唯皇家、索靖筆鼓蕩而勢峻密，殆右軍所不及。」

## 作品
- 《文武帖》
- 《急就章》

相傳為他的作品:
- 《頑闇帖》
- 《文武將隊帖》
- 碑文《天發神讖碑》